# Tontowi Ahmad

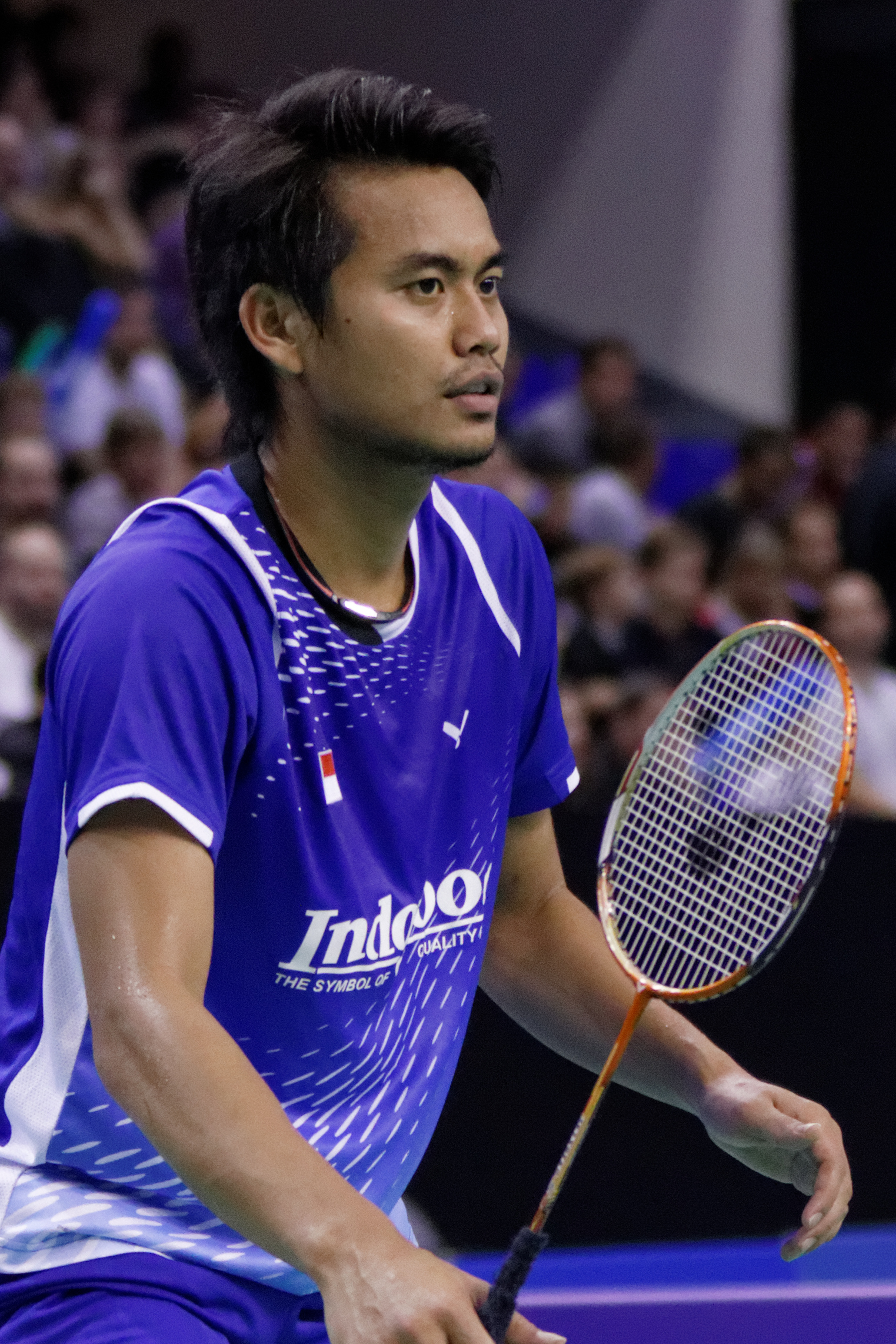
Tontowi Ahmad, French Super Series 2013.

Tontowi Ahmad (* 18. Juli 1987 in Banyumas) ist ein indonesischer Badmintonspieler.

## Karriere
Tontowi Ahmad gewann die Vietnam Open 2007 im Mixed mit Yulianti CJ. Ein Jahr später siegte er dort erneut, diesmal jedoch mit Shendy Puspa Irawati an seiner Seite. Bei den Macau Open 2010 war er mit Liliyana Natsir erfolgreich. Bei den Chinese Taipei Open 2010 unterlagen beide jedoch im Finale. Zu Platz fünf reichte es dagegen nur bei der Asienmeisterschaft 2010, diesmal im Mixed mit Greysia Polii.
Sein bislang größter Erfolg gelang ihm bei der Badminton-Weltmeisterschaft 2013, als er zusammen mit Lilyana Natsir den Titel im Mixed gewann.

## Sportliche Erfolge
| Saison | Veranstaltung                  | Disziplin | Platz           | Name                                 |
| ------ | ------------------------------ | --------- | --------------- | ------------------------------------ |
| 2007   | Vietnam Open                   | Mixed     | 1               | Tontowi Ahmad / Yulianti CJ          |
| 2007   | Smiling Fish                   | Mixed     | 1               | Tontowi Ahmad / Yulianti CJ          |

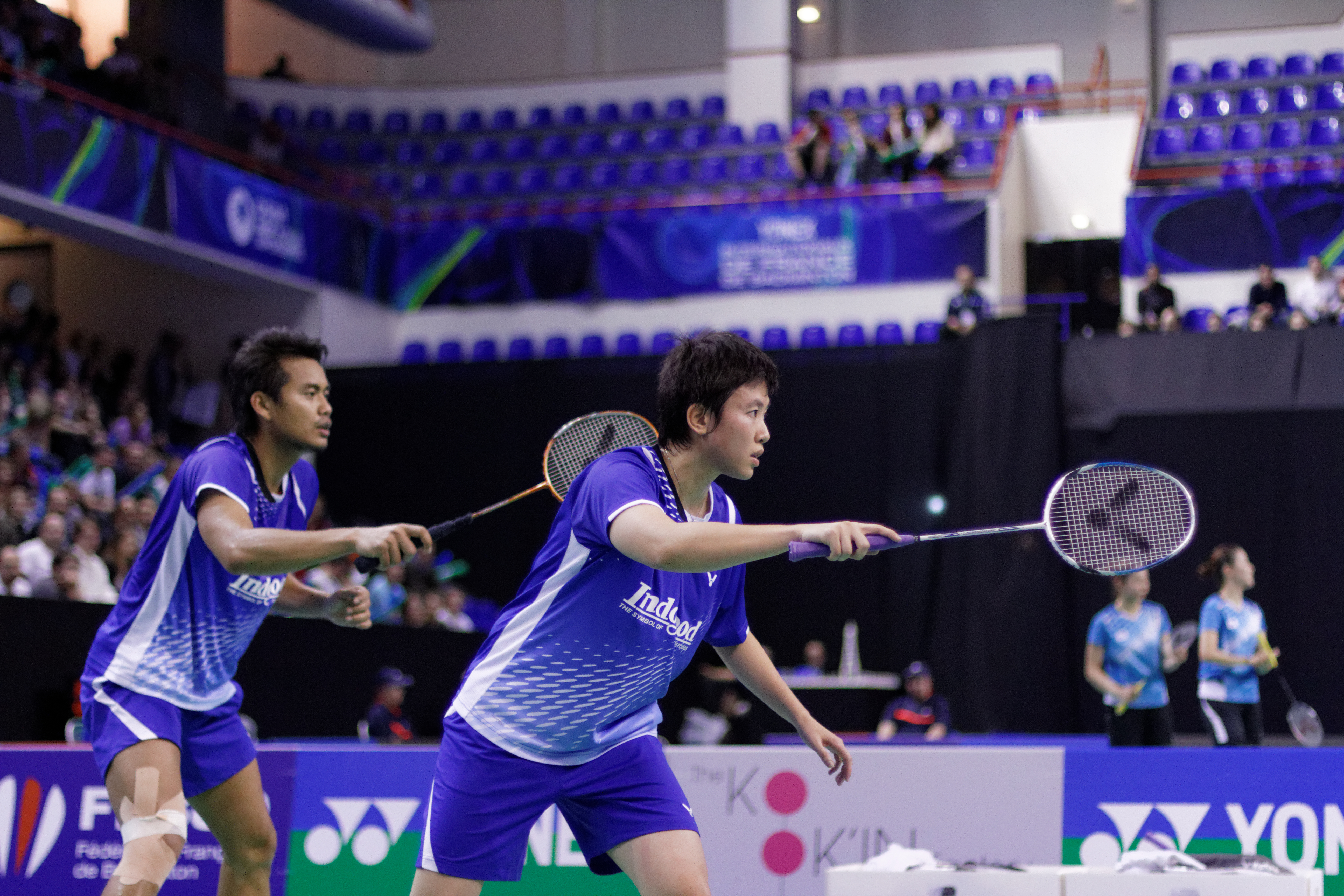
Tontowi Ahmad - Lilyana Natsir, French Super Series 2013.

| 2008   | Vietnam Open                   | Mixed     | 1               | Tontowi Ahmad / Shendy Puspa Irawati |
| 2010   | Vietnam Open                   | Mixed     | 1               | Tontowi Ahmad / Liliyana Natsir      |
| 2010   | Asienmeisterschaft             | Mixed     | 5               | Tontowi Ahmad / Greysia Polii        |
| 2010   | Chinese Taipei Open            | Mixed     | 2               | Tontowi Ahmad / Lilyana Natsir       |
| 2011   | Macau Open                     | Mixed     | 1               | Tontowi Ahmad / Lilyana Natsir       |
| 2012   | Indonesia Open Grand Prix Gold | Mixed     | 1               | Tontowi Ahmad / Lilyana Natsir       |
| 2012   | Macau Open                     | Mixed     | 1               | Tontowi Ahmad / Lilyana Natsir       |
| 2012   | BWF Super Series Finale        | Mixed     | Viertelfinalist | Tontowi Ahmad / Lilyana Natsir       |
| 2013   | Korea Open Super Series        | Mixed     | Viertelfinalist | Tontowi Ahmad / Lilyana Natsir       |
| 2013   | All England Super Series       | Mixed     | 1               | Tontowi Ahmad / Lilyana Natsir       |
| 2013   | Swiss Open Grand Prix Gold     | Mixed     | Halbfinalist    | Tontowi Ahmad / Lilyana Natsir       |
| 2013   | India Open Super Series        | Mixed     | 1               | Tontowi Ahmad / Lilyana Natsir       |
| 2013   | Indonesia Open Super Series    | Mixed     | Halbfinalist    | Tontowi Ahmad / Lilyana Natsir       |
| 2013   | Singapur Super Series          | Mixed     | 1               | Tontowi Ahmad / Lilyana Natsir       |
| 2013   | Weltmeisterschaft              | Mixed     | 1               | Tontowi Ahmad / Lilyana Natsir       |